# NGC 2204
NGC 2204 (другие обозначения — OCL 572, ESO 556-SC7) — рассеянное скопление в созвездии Большой Пёс.
Этот объект входит в число перечисленных в оригинальной редакции «Нового общего каталога».
Металличность NGC 2204 составляет [Fe/H] = -0,23±0,04. Скопление расположено приблизительно на 1 килопарсек ниже плоскости Галактики.
Несколько звёзд скопления, возможно, имеют необычный состав поверхности.
Ветвь гигантов на диаграмме Герцшпрунга-Рассела для этого скопления является длинной и содержит сгущение, а в верхней части главной последовательности виден разрыв. NGC 2204 имеет несколько голубых отставших звёзд, которые сконцентрированы около центра скопления.